# Czarnkowo (Białogard)
Pour les articles homonymes, voir Czarnkowo.
Czarnkowo est une localité polonaise de la gmina rurale de Tychowo, située dans le powiat de Białogard en voïvodie de Poméranie-Occidentale. Elle se trouve à environ 20 km au sud-est de Białogard et 125 km au nord-est de Szczecin, la capitale régionale. 

## Géographie

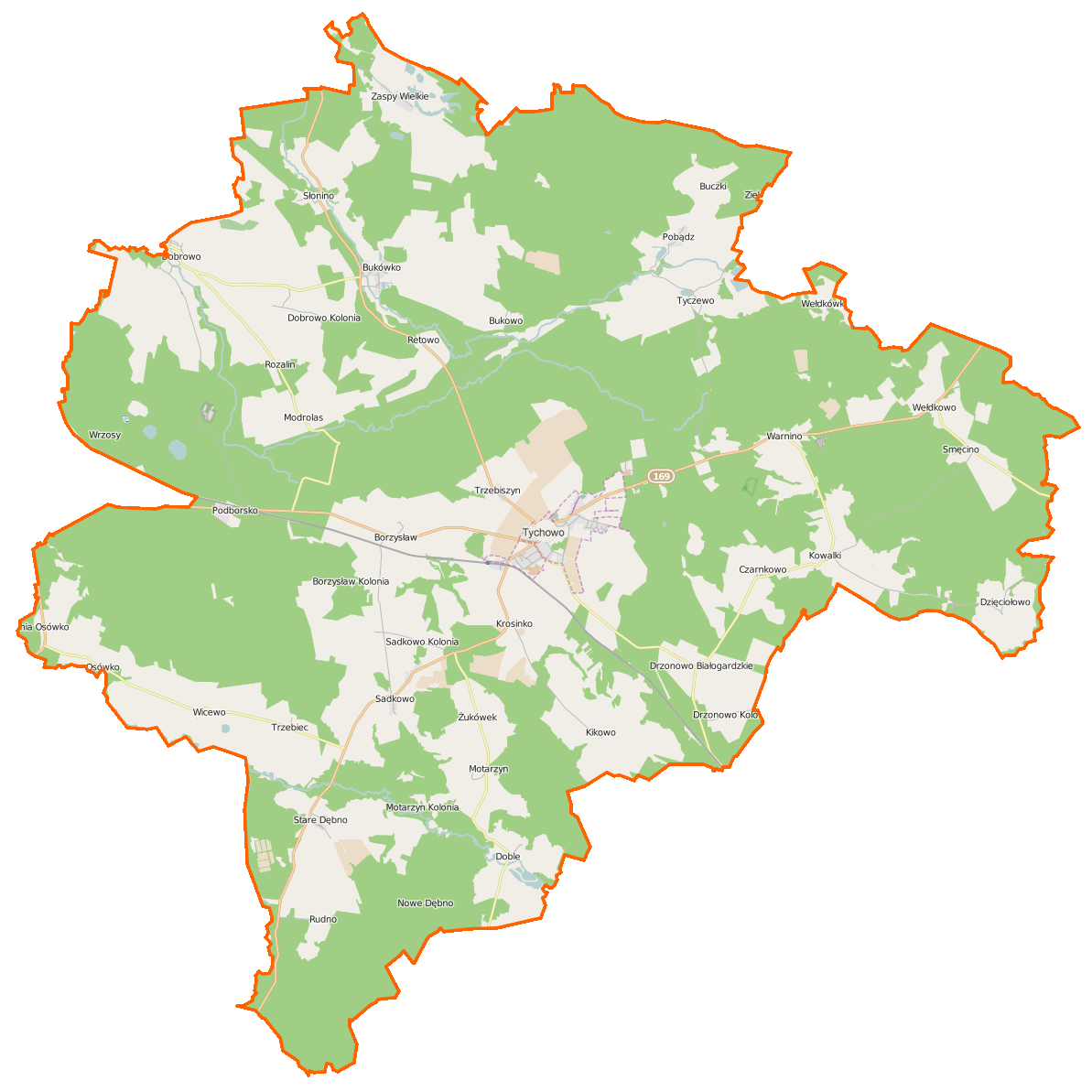
Carte de la gmina de Tychowo.

## Histoire
Jusqu'en 1945, Zarnekow fait partie de l'arrondissement de Belgard-sur-la-Persante (de) dans le district de Köslin, dans la province de Poméranie.